# Нефьодова Ольга Іванівна
Ольга (Олімпіада) Іванівна Нефьодова (1907, тепер Російська Федерація — ?) — радянська профспілкова діячка, голова ЦК профспілки робітників промисловості товарів широкого споживання, голова ЦК профспілки робітників текстильної і легкої промисловості. Кандидат у члени ЦК КПРС у 1956—1961 роках.

## Життєпис
Член ВКП(б) з 1939 року.
У липні 1954 — 1956 року — голова ЦК профспілки робітників промисловості товарів широкого споживання.
У 1956—1962 роках — голова ЦК профспілки робітників текстильної і легкої промисловості.

## Нагороди і звання
- орден Леніна (7.03.1960)
- ордени
- медалі